# Elaiza
Elaiza é uma banda musical alemã de Berlim, que irá representar a Alemanha no Festival Eurovisão da Canção 2014, em Copenhague, na Dinamarca, com sua canção "Is it Right" ( em português: É Certo). A líder do grupo é Ela (Elżbieta Steinmetz), onde o nome da banda se refere. Ela nasceu na Ucrânia e é de origem polonesa e ucraniana misturada, como sua mãe vem da Polônia e seu pai é da Ucrânia. Esta formação cultural se reflete no som de suas canções. Outras membros da banda são Yvonne Grünwald e Natalie Plöger.

## Carreira

### Início da carreira
Aos 16 anos, Steinmetz começou a trabalhar como cantora-compositora na Valicon-Studios, Berlim. No estúdio de gravação, conheceu a acordeonista Yvonne Grünwald. Em determinado evento, Grünwald viu uma foto de Natalie Plöger com seu contrabaixo acústico e convidou Plöger para tocar com elas.

### 2013: Formação
No início de 2013, as três mulheres fundaram a banda Elaiza. Em março de 2013, nos Emil Berliner Studios, Elaiza produziu o LP "March 28". O disco foi nomeado pela data de gravação e lançado pela gravadora Berliner Meister Schallplatten. Desde então, a banda dedicou-se à produção de seu álbum de estreia, em desenvolvimento em colaboração com a equipe de produtores da Valicon em Berlim. Em 2013, a banda venceu o prêmio de revelação no renomado Women-of-the-World-Festival. Em janeiro de 2014, Eliza lançou um EP com as músicas Is It Right, Fight Against Myself e Without.